# A816 road
Die A816 road ist eine als Primary route eingeordnete A-Straße in Schottland. Sie verläuft in der Council Area Argyll and Bute zwischen Lochgilphead und Oban entlang der schottischen Westküste.

## Verlauf
An ihren Endpunkten schließt die A816 an zwei wichtige Fernverkehrsstraßen an der schottischen Westküste an, in Lochgilphead an die A83 und in Oban an die A85. Über die A85 bestehen Verbindungen in Richtung Perth und Dundee, über die in Connel abzweigende A828 entlang der Küste in Richtung Norden nach Fort William und Inverness. Die A83 führt ab Lochgilphead weiter in Richtung Süden nach Campbeltown auf der Halbinsel Kintyre und nach Osten in Richtung Glasgow.

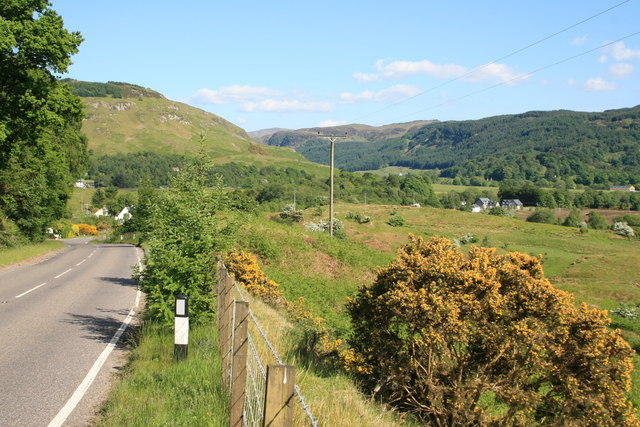
Die A816 bei Kilmore

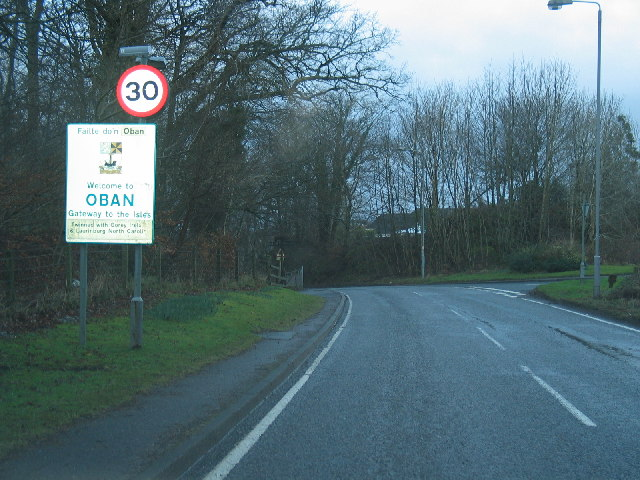
Ortseingangsschild von Oban

Startpunkt in Lochgilphead ist ein Kreisverkehr am westlichen Ortsrand, ab dem sie von der A83 abzweigt. Sie folgt zunächst dem Crinan Canal nach Norden. Beim Abzweig der B841 biegt der Kanal in Richtung Westen ab, die A828 wendet sich nach Norden in Richtung Kilmartin. Bei Bridgend wird der River Add gequert. Nördlich davon führt die B816 durch das Kilmartin Glen mit einer Vielzahl prähistorischer Cairns, Duns und weiterer Monumente. Links der Straße in Richtung Norden liegt Dunadd, der vermutete Sitz der Könige des frühmittelalterlichen Königreichs Dalriada, weiter in Richtung Kilmartin die Menhire von Ballymeanoch. Südlich von Kilmartin zweigt die B8025 in Richtung Tayvallich ab.
Nördlich von Kilmartin verlässt die A816 allmählich das Tal. In Richtung Loch Awe und Dalmally zweigt zuvor die B840 rechts ab. Die A816 windet sich durch ein Waldgebiet und erreicht bei Kintraw erstmals nach ihrem Beginn wieder die Küste. Westlich von Kintraw zweigt die B8002 nach Ardfern ab. Bei Barravullin verläuft die A816 erneut kurvig durch hügelige Landschaft, bevor sie nach dem Abzweig nach Craobh Haven, einer in den 1980er Jahren angelegten Feriensiedlung mit Marina, wieder die Küste erreicht. Bis Kilmelford verläuft die Straße weitgehend entlang der Küste, bevor sie dann wieder ins Landesinnere führt. Durch ein großes Waldgebiet führend, erreicht sie bei Kilninver Loch Feochan, eine Seitenbucht des Firth of Lorn. Hier zweigt die B844 ab, die über Kilninver zu den Inseln Seil und Luing führt. Ab Kilmore quert die Straße wieder ins Landesinnere und erreicht die Vororte von Oban, durch die sie als Hauptstraße bis ins Stadtzentrum führt. Die A816 endet am Argyll Square in der Nähe des Bahnhofs und des Hafens. Der Platz ist zugleich Ausgangspunkt der anschließenden A85 in Richtung Norden.
Insgesamt ist die A816 heute gut 58 Kilometer lang, etwa 36 Meilen. Als Teil der wichtigen Fernverbindung entlang der Westküste von Fort William bis Lochgilphead ist die A816 durchgehend zweispurig ausgebaut. Abschnittsweise wurde sie begradigt oder parallel neugebaut, überwiegend weist sie jedoch noch die Trassierung aus ihrer Entstehungszeit auf. Insbesondere die Abschnitte im Landesinneren sind teils sehr kurvig. In Lochgilphead führte die A816 bis in die 1960er Jahre durch den Ort, die heutige Ortsumgehung wurde als eigenständige A817 ausgewiesen.